# حمى الفضة في تشيلي
بين عامي 1830 و1850 نما تعدين الفضة التشيلية بوتيرة غير مسبوقة مما حول التعدين إلى أحد المصادر الرئيسية للثروة في البلاد تسبب الاندفاع في توسع ديموغرافي وبنية تحتية وإقتصادية سريع في جبال نورتي شيكو شبه القاحلة حيث تكمن رواسب الفضة حقق عدد من التشيليين ثروات كبيرة أثناء الاندفاع وقامواباستثمارات في مجالات أخرى من اقتصاد تشيلي بحلول خمسينيات القرن التاسع عشر، كان الاندفاع في تراجع وانتهى تعدين الفضة المربح نهائيًا في سبعينيات القرن التاسع عشر وفي الوقت نفسه أعيد توجيه نشاط التعدين في تشيلي نحو عمليات الملح الصخري